# Набонід

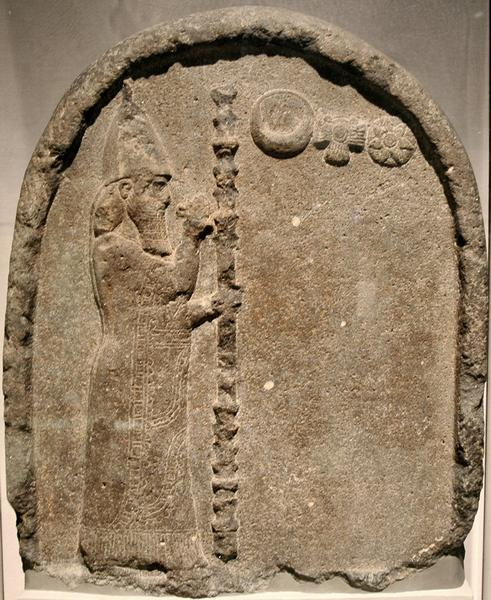
Набонід на стелі в Харані

Набонід (Набу-Наід) — цар Вавилонії (травень 556 — 29 жовтня 539 до н. е.). На відміну від усіх своїх попередників, був не халдеєм, а корінним вавилонянином. 
Щонайпізніше у середині травня 556 Набонід, якому на той час вже виповнилося 65 років, спираючись на жерців і торгово-рабовласницькі кола, прийняв царський титул і розпочав боротьбу зі ставлеником халдейських воєначальників Лабаші-Мардуком. В червні 556 Лабаші-Мардук був убитий. Для збільшення свого престижу Набонід одружився з вдовою Навуходоносора II єгиптянкою Нітокріс і всиновив царевича Бел-шарр-уцура (відомий з Біблії як Валтасар), сина Навуходоносора II і Нітокріс.
Набонід правив країною, перебуваючи у своїй резиденції Таймі, тоді як у Вавилоні від його імені правив Валтасар.
У 539 до н. е. дізнався про падіння Вавилону та загибель Валтасара, повернувся туди та добровільно здався в полон. За наказом Кира II Великого був відправлений у почесне заслання правителем області Керманія.
Правління Набоніда тривало 17 років і 5 місяців.